# Duilio Cruciani
Duilio Cruciani (Roma, 8 gennaio 1958 – Roma, 14 gennaio 1984) è stato un attore italiano, noto per i suoi ruoli di attore bambino tra il 1969 e il 1975.

## Biografia
Trasteverino di via Scarpetta, debuttò nel 1969 al fianco di Gianni Morandi nel film Faccia da schiaffi, con la regia di Armando Crispino. Divenne poi il "figlio" di Anna Magnani e Marcello Mastroianni in Correva l'anno di grazia 1870, di Alfredo Giannetti e apparve in Non si sevizia un paperino di Lucio Fulci. In seguito venne diretto tra gli altri da Duccio Tessari, Sergio Martino ed Enzo G. Castellari.
Fu attivo anche nel genere poliziottesco nei film L'uomo senza memoria e Il giustiziere sfida la città, quest'ultimo diretto da Umberto Lenzi, in cui interpretò il ruolo di Luigino Scalia, con Tomas Milian, Mario Piave e Maria Fiore.
L'ultima pellicola nella quale apparve fu L'educatore autorizzato, film del 1980. 
Morì a 26 anni per un'overdose di eroina nei locali dell'albergo diurno della stazione Termini di Roma nel 1984.

## Filmografia
- Faccia da schiaffi, regia di Armando Crispino (1969)
- Correva l'anno di grazia 1870, regia di Alfredo Giannetti (1972)
- Non si sevizia un paperino, regia di Lucio Fulci (1972)
- Il tuo piacere è il mio, regia di Claudio Racca (1973)
- Cuore, regia di Romano Scavolini (1973)
- L'uomo senza memoria, regia di Duccio Tessari (1974)
- La bellissima estate, regia di Sergio Martino (1974)
- Il giustiziere sfida la città, regia di Umberto Lenzi (1975)
- Cipolla Colt, regia di Enzo G. Castellari (1975)
- L'educatore autorizzato, regia di Luciano Odorisio (1980)

## Doppiatori
- Emanuela Rossi in Faccia da schiaffi
- Fabio Boccanera in L'uomo senza memoria
- Marco Guadagno in Il giustiziere sfida la città